# روبرت موريتش
روبرت موريتش ((بالكرواتية: Robert Murić)؛ ولد في 12 مارس 1996) هو لاعب كرة قدم كرواتي محترف يلعب مع نادي رييكا الكرواتي، كجناح.

## روابط خارجية
- روبرت موريتش على موقع الاتحاد الدولي (مؤرشف)  (الإنجليزية)
- روبرت موريتش على موقع الاتحاد الأوربي (الإنجليزية)
- روبرت موريتش على موقع اتحاد تركيا (لاعب) (الإنجليزية)
- روبرت موريتش على موقع قاعدة بيانات كرة القدم.إي يو (الإنجليزية)
- روبرت موريتش على موقع Soccerbase.com (لاعب) (الإنجليزية)
- روبرت موريتش على موقع Soccerway.com (الإنجليزية)
- روبرت موريتش على موقع AS.com (الإسبانية)